# Sobir Kamolov
Sobir Kamolovich Kamolov (uzb. Собир Камолович Камолов; ros. Сабир Камалович Камалов, Sabir Kamałowicz Kamałow; ur. 2 maja 1910 w Taszkencie, zm. 6 czerwca 1990 tamże) – radziecki i uzbecki polityk, prezes Rady Ministrów Uzbeckiej Socjalistycznej Republiki Radzieckiej (1955-1957), I sekretarz Komunistycznej Partii Uzbekistanu (1957-1959), deputowany do Rady Najwyższej ZSRR (1946-1962).

## Życiorys
1925-1929 był tynkarzem w Taszkencie, w 1926 wstąpił do Komsomołu, 1929-1930 pracownik propagandowy rejonowego komitetu partii komunistycznej w Taszkencie. W 1936 ukończył Instytut Marksizmu-Leninizmu w Taszkencie, a w 1949 Wyższą Szkołę Partyjną przy KC WKP(b). 1937-1938 sekretarz komitetu rejonowego WKP(b) w Margʻilonie, potem kierownik działu rolnego komitetu partyjnego w Ferganie, 1938-1939 II sekretarz komitetu w tym mieście. 1939-1940 ludowy komisarz rolnictwa Uzbeckiej SRR, 1940-1941 wiceprzewodniczący Rady Komisarzy Ludowych Uzbeckiej SRR, 1941-1946 sekretarz komitetu okręgowego WKP(b) w Karakałpacji, 1949-1950 I sekretarz komitetu partyjnego w Ferganie. 1950-1955 sekretarz KC KP Uzbekistanu, od 22 XII 1955 do 30 XII 1957 prezes Rady Ministrów Uzbeckiej SRR, 28 XII 1957 - 15 III 1959 I sekretarz KP Uzbekistanu.

## Odznaczenia
- Order Lenina (trzykrotnie)
- Order Czerwonego Sztandaru Pracy (trzykrotnie)
- Order Czerwonej Gwiazdy
- Order „Znak Honoru” (trzykrotnie)